# AGM-142 Have Nap
AGM-142 Have Nap — израильская тактическая ракета класса «воздух — земля», относится к высокоточному оружию. Разработана совместно израильской компанией Rafael (Рафаэль) и корпорацией Martin Marietta, является развитием израильской ракеты AGM-142 Raptor. Производство для Армии обороны Израиля было начато в 1985 году.
Оснащалась инфракрасной головкой самонаведения, действующей на завершающем участке траектории, основной маршевый участок проходит под управлением ИНС. Система наведения ракеты позволяет управлять ракетной вручную. Может комплектоваться телевизионной или инфракрасной головкой самонаведения в зависимости от модели ракеты. Двигатель одноступенчатый твердотопливный.
Военно-воздушные силы США купили первую партию из 154 ракет в 1989 г после чего вторая партия из 54 ракет была приобретена в 1996 году.
В мае 1997 года Израиль и Турция подписали соглашение на сумму свыше 500 млн долл. США по созданию совместного предприятия для совместного производства ракет в Турции.
Стоимость ракеты составляет 1 540 000 долларов США.

## Тактико-технические характеристики
- Масса: 1360 кг
- Боевая часть: осколочно-фугасная или проникающая I-800
  - Масса БЧ: 340 или 360 кг
- Размах: 1,98 м
- Длина: 4,83 м
- Ширина: 0,53 м
- Дальность: 80 км
- Двигатель: РДТТ
- Наведение ИНС + ИК/ТВ ГСН
- Самолёт-носитель: B-52H, F-111, F-4

## Закупки
| Закупки ракет для Вооружённых сил США | Закупки ракет для Вооружённых сил США | Закупки ракет для Вооружённых сил США | Закупки ракет для Вооружённых сил США |
| Год                                   | Количество                            | Бюджет                                | Источн.                               |
| ------------------------------------- | ------------------------------------- | ------------------------------------- | ------------------------------------- |

## Эксплуатанты
- Израиль — ВВС Израиля
- Индия — ВВС Индии
- Республика Корея
- Австралия — ВВС Австралии
- Турция — ВВС Турции
- США — ВВС США